# Lazio Marines
Lazio Marines (español: infantes de marina de Lazio) es el equipo de fútbol americano del club deportivo Società Sportiva Lazio, ubicado en Roma, Lacio (Italia).

## Historia
El equipo fue fundado en 1991 como Ostia Marines. En 2004 se incorporó como sección deportiva número 34 a la Società Sportiva Lazio, y cambió sus colores (negro y amarillo), logo (un escudo similar al distintivo de la 1ª División de Caballería de los Estados Unidos), y nombre originales, a los colores (celeste, blanco y negro), logo (el águila que timbra el escudo de la SS Lazio), y nombre actuales.